# Trần Thị Thu Uyên
Trần Thị Thu Uyên (sinh ngày 8 tháng 12 năm 2000) là một hoa hậu, người mẫu người Việt Nam. Cô đăng quang ngôi vị Hoa hậu tại cuộc thi Hoa hậu Đại dương Việt Nam 2023. Trước đó cô đăng quang Hoa khôi Đại học Nam Cần Thơ 2019.

## Tiểu sử
Thu Uyên sinh năm 2000 tại Sóc Trăng, Thu Uyên tốt nghiệp cử nhân ngành quản trị dịch vụ du lịch và lữ hành, tại Trường Đại học Nam Cần Thơ. Hiện cô đang làm việc tại khách sạn The Reverie Saigon tại trung tâm Quận 1, Thành phố Hồ Chí Minh.

## Sự nghiệp

### Hoa khôi Đại học Nam Cần Thơ 2019
Cô ghi danh và xuất sắc đạt danh hiệu Hoa khôi chung cuộc.

### Hoa khôi Sinh viên Việt Nam 2019, Hoa hậu Thế giới Việt Nam 2019.
Sau đăng quang Hoa khôi Đại học Nam Cần Thơ 2019 cô tiếp tục thử sức và lọt vào Top 30 Hoa khôi Sinh viên Việt Nam 2019, Top 40 chung kết Hoa hậu Thế giới Việt Nam 2019.

### Hoa hậu Đại dương Việt Nam 2023
Sáng ngày 25/8 tại Hồ Tràm (Vũng Tàu), cô đã chính thức đăng quang tại chung kết cuộc thi Hoa hậu Đại dương Việt Nam 2023.

## Thành tích
- Hoa khôi Đại học Nam Cần Thơ 2019
- Top 30 Hoa khôi Sinh viên Việt Nam 2019
- Top 40 thí sinh tham gia vòng chung kết Hoa hậu Thế giới Việt Nam 2019
- Đăng quang Hoa hậu Đại dương Việt Nam 2023